# Politique en Meurthe-et-Moselle
Le département français de Meurthe-et-Moselle est un département créé le 7 septembre 1871 à partir des territoires des départements de la Meurthe et de la Moselle que le traité de Francfort avait laissé à la France. Les 591 actuelles communes, dont presque toutes sont regroupées en intercommunalités, sont organisées en 23 cantons permettant d'élire les conseillers départementaux. La représentation dans les instances régionales est quant à elle assurée par 23 conseillers régionaux. Le département est également découpé en 6 circonscriptions législatives, et est représenté au niveau national par six députés et quatre sénateurs. 

## Représentation politique et administrative

### Préfets et arrondissements

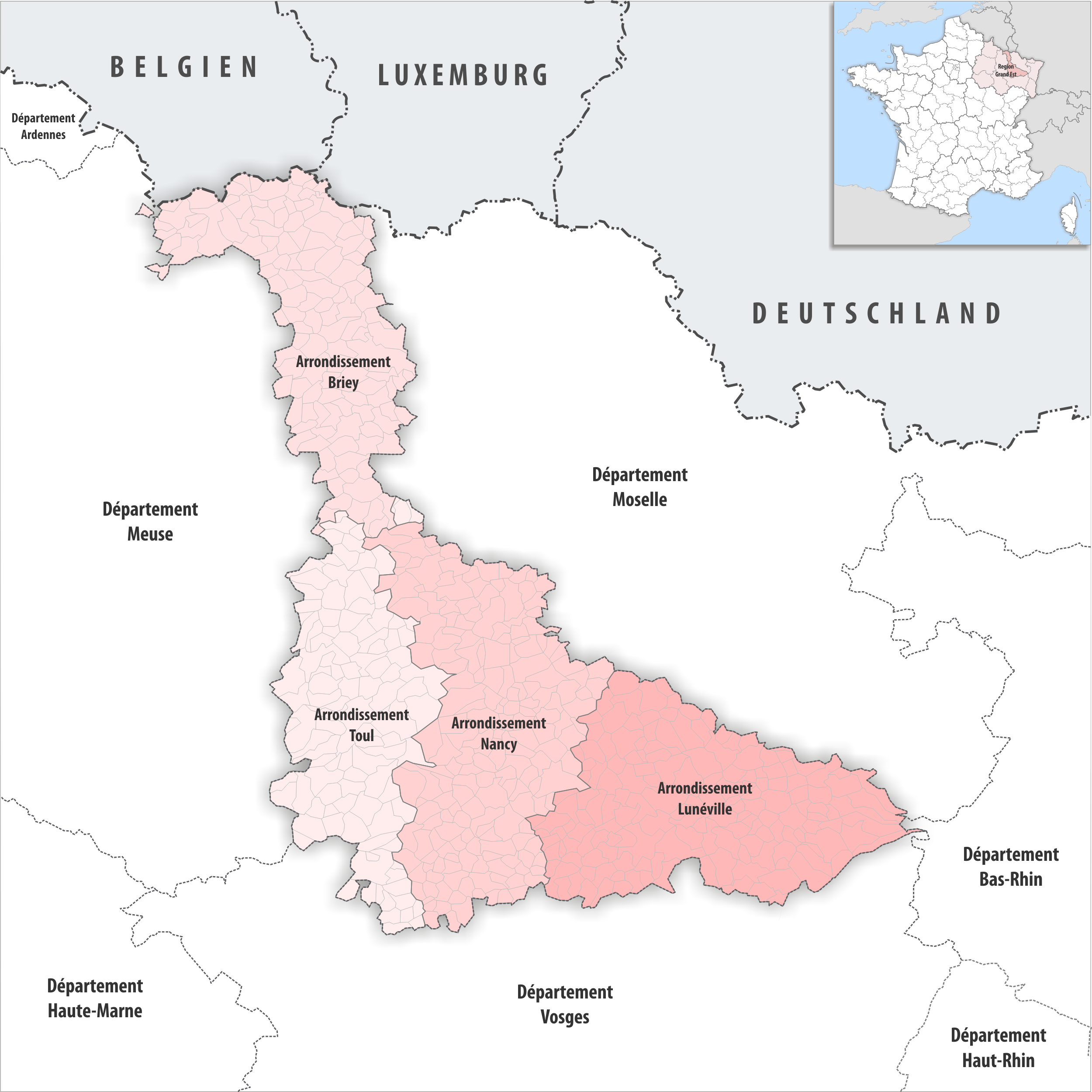
Arrondissements

La préfecture de Meurthe-et-Moselle est localisée à Nancy. Le département possède en outre trois sous-préfectures à Lunéville, Briey et Toul.

### Députés et circonscriptions législatives

Circonscriptions et affiliations à l'issue des élections de 2024.

| Circ. | Nom              |  | Parti | Groupe                    | Suppléant      |
| ----- | ---------------- |  | ----- | ------------------------- | -------------- |
| 1re   | Estelle Mercier  |  | PS    | Socialistes et apparentés | Claude Thomas  |
| 2e    | Stéphane Hablot  |  | PS    | Socialistes et apparentés | Isabelle Lucas |
| 3e    | Frédéric Weber   |  | RN    | Rassemblement national    | Tom Maiani     |
| 4e    | Thibault Bazin   |  | LR    | Droite républicaine       | Valérie Payeur |
| 5e    | Dominique Potier |  | PS    | Socialistes et apparentés | Audrey Bardot  |
| 6e    | Anthony Boulogne |  | RN    | Rassemblement national    | Angelina Ribau |

### Sénateurs
| Nom                  |  | Parti | Groupe                                                  | Autres mandats (passés ou actuels) |
| -------------------- |  | ----- | ------------------------------------------------------- | ---------------------------------- |
| Véronique Guillotin  |  | PRV   | Rassemblement démocratique et social européen           |                                    |
| Jean-François Husson |  | LR    | Les Républicains                                        |                                    |
| Olivier Jacquin      |  | PS    | Socialiste, écologiste et républicain                   |                                    |
| Silvana Silvani      |  | PCF   | Communiste, républicain, citoyen et écologiste - Kanaky |                                    |

### Conseillers départementaux

Cantons et affiliations à l'issue des élections de 2021.

| Canton                  | Conseiller sortant       | Parti | Parti | Conseiller Élu             | Parti | Parti |
| ----------------------- | ------------------------ | ----- | ----- | -------------------------- | ----- | ----- |
| Baccarat                | Rose-Marie Falque        |       | LR    | Valérie Payeur             |       | DVD   |
| Baccarat                | Michel Marchal           |       | UDI   | Michel Marchal             |       | UDI   |
| Entre Seille et Meurthe | Catherine Boursier       |       | PS    | Catherine Boursier         |       | PS    |
| Entre Seille et Meurthe | Antony Caps              |       | EÉLV  | Antony Caps                |       | EÉLV  |
| Grand Couronné          | Jean-Pierre Dessein      |       | LR    | Jean-Pierre Dessein        |       | LR    |
| Grand Couronné          | Catherine Krier          |       | MR    | Catherine Krier            |       | MR    |
| Jarny                   | Jean-Pierre Minella      |       | PCF   | Jacky Zanardo              |       | PCF   |
| Jarny                   | Manuela Ribeiro          |       | EÉLV  | Caroline Fiat              |       | LFI   |
| Jarville-la-Malgrange   | Luc Binsinger            |       | LR    | Luc Binsinger              |       | LR    |
| Jarville-la-Malgrange   | Sabine Lemaire-Assfeld   |       | UDI   | Sabine Lemaire-Assfeld     |       | UDI   |
| Laxou                   | Pierre Baumann           |       | PS    | Nathalie Engel             |       | DVD   |
| Laxou                   | Valérie Beausert-Leick   |       | PS    | Laurent Garcia             |       | MoDem |
| Longwy                  | Christian Aries          |       | PS    | Vincent Hamen              |       | PS    |
| Longwy                  | Sylvie Balon             |       | PS    | Sylvie Balon               |       | PS    |
| Lunéville-1             | Catherine Paillard       |       | LR    | Alexandra Hugo-Cambou      |       | DVC   |
| Lunéville-1             | Christopher Varin        |       | LR    | Christopher Varin          |       | LR    |
| Lunéville-2             | Thibault Bazin           |       | LR    | Thibault Bazin             |       | LR    |
| Lunéville-2             | Anne Lassus              |       | LR    | Anne Lassus                |       | LR    |
| Meine au Saintois       | Gauthier Brunner         |       | PS    | Denis Kieffer              |       | DVG   |
| Meine au Saintois       | Agnès Marchand           |       | PS    | Barbara Thirion            |       | DVG   |
| Mont-Saint-Martin       | Serge de Carli           |       | PCF   | Serge de Carli             |       | PCF   |
| Mont-Saint-Martin       | Monique Poplineau        |       | DVG   | Monique Poplineau          |       | DVG   |
| Nancy-1                 | Patrick Blanchot         |       | LR    | Marie Al Kattani           |       | EÉLV  |
| Nancy-1                 | Sophie Mayeux            |       | UDI   | Sylvain Mariette           |       | EÉLV  |
| Nancy-2                 | Véronique Billot         |       | PS    | Chaynesse Khirouni         |       | PS    |
| Nancy-2                 | Mathieu Klein            |       | PS    | Anthony Perrin             |       | PS    |
| Nancy-3                 | Frédéric Maguin          |       | EÉLV  | Lionel Adam                |       | DVG   |
| Nancy-3                 | Nicole Creusot           |       | PS    | Silvana Silvani            |       | PCF   |
| Neuves-Maisons          | Audrey Bardot-Normand    |       | PS    | Audrey Bardot-Normand      |       | PS    |
| Neuves-Maisons          | Pascal Schneider         |       | PS    | Pascal Schneider           |       | PS    |
| Le Nord-Toulois         | Corinne Lalance          |       | LR    | Corinne Lalance            |       | LR    |
| Le Nord-Toulois         | Jean Loctin              |       | LR    | Jean Loctin                |       | LR    |
| Pays de Briey           | André Corzani            |       | PCF   | André Corzani              |       | PCF   |
| Pays de Briey           | Rosemary Lupo            |       | LFI   | Rosemary Lupo              |       | LFI   |
| Pont-à-Mousson          | Maryse Altermatt         |       | DVD   | Jennifer Barreau           |       | PS    |
| Pont-à-Mousson          | Stéphane Pizelle         |       | LR    | Bernard Bertelle           |       | PCF   |
| Saint-Max               | Corinne Marchal-Tarnus   |       | UDI   | Sylvaine Scaglia           |       | LR    |
| Saint-Max               | Éric Pensalfini          |       | LR    | Éric Pensalfini            |       | LR    |
| Toul                    | Alde Harmand             |       | PS    | Émilien Martin-Triffandier |       | GRS   |
| Toul                    | Michèle Pilot            |       | PS    | Michèle Pilot              |       | PS    |
| Val de Lorraine Sud     | Patricia Daguerre-Jacque |       | PS    | Marie-José Amah            |       | PS    |
| Val de Lorraine Sud     | Laurent Trogrlic         |       | PS    | Séverin Lamotte            |       | EÉLV  |
| Vandœuvre-lès-Nancy     | Sylvie Crunchant         |       | PS    | Sylvie Crunchant           |       | PS    |
| Vandœuvre-lès-Nancy     | Stéphane Hablot          |       | PS    | Stéphane Hablot            |       | DVG   |
| Villerupt               | Alain Casoni             |       | PCF   | Bruno Trombini             |       | LFI   |
| Villerupt               | Annie Silvestri          |       | PCF   | Annie Silvestri            |       | PCF   |

### Conseillers régionaux
Présidence : Jean Rottner (Haut-Rhin)
|            | Parti                    | Siège |
| ---------- | ------------------------ | ----- |
| Majorité   |                          |       |
|            | LR-UDI-LC-MR-URL-LMR     | 10    |
| Opposition |                          |       |
|            | EÉLV-PS-PCF-CÉ-GÉ-MdP-ND | 5     |
|            | RN-CNIP-DR-LDP-PL-LAF    | 4     |
|            | LREM-TdP-MoDem-Agir      | 1     |

### Maires

Carte des 591 communes de la Meurthe-et-Moselle au 1er janvier 2022.

| Commune               | Maire               |  | Parti | Élection | Population |
| --------------------- | ------------------- |  | ----- | -------- | ---------- |
| Dombasle-sur-Meurthe  | David Fischer       |  | DVG   | 2014     | 9 528      |
| Essey-lès-Nancy       | Michel Breuille     |  | DVG   | 2014     | 8 733      |
| Jarny                 | Olivier Tritz       |  | PCF   | 2024     | 8 090      |
| Jarville-la-Malgrange | Vincent Matheron    |  | RE    | 2020     | 9 362      |
| Laxou                 | Laurent Garcia      |  | MoDem | 2020     | 15 126     |
| Longwy                | Vincent Hamen       |  | DVG   | 2024     | 15 492     |
| Lunéville             | Catherine Paillard  |  | DVD   | 2020     | 17 920     |
| Maxéville             | Christophe Choserot |  | RE    | 2014     | 10 014     |
| Mont-Saint-Martin     | Serge de Carli      |  | PCF   | 2004     | 9 282      |
| Nancy                 | Mathieu Klein       |  | PS    | 2020     | 104 387    |
| Pont-à-Mousson        | Henry Lemoine       |  | LR    | 2010     | 14 383     |
| Saint-Max             | Éric Pensalfini     |  | LR    | 2008     | 10 100     |
| Tomblaine             | Hervé Féron         |  | PS    | 2001     | 9 040      |
| Toul                  | Alde Harmand        |  | PS    | 2013     | 15 570     |
| Vandœuvre-lès-Nancy   | Stéphane Hablot     |  | PS    | 2008     | 29 697     |
| Villers-lès-Nancy     | François Werner     |  | LC    | 2014     | 14 938     |
| Villerupt             | Pierrick Spizak     |  | PCF   | 2020     | 10 086     |